# Гоасо
Гоасо (англ. Goaso) — город в Гане. Административный центр области Ахафо. В городе находится конечная станция железной дороги. Связан автомобильной дорогой с Кумаси.
В городе находится кафедра епархии Гоасо Католической церкви.
В Гоасо, а также в Миме в области Ахафо, Дормаа-Аханкро и Берекуме  в области Боно ведутся основные лесозаготовки.